# Cercotrichas
Cercotrichas là một chi chim trong họ Muscicapidae.

## Hình ảnh

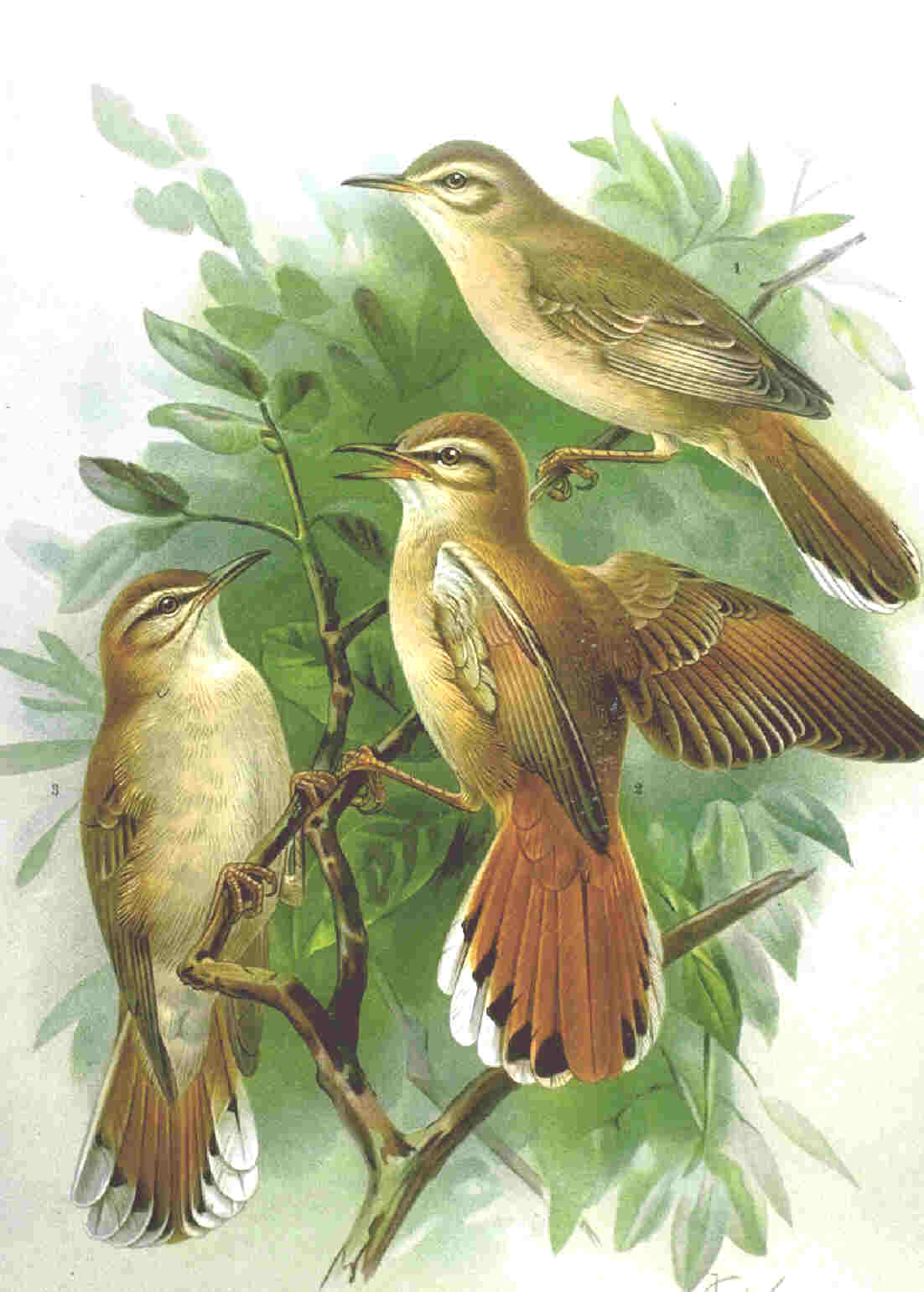
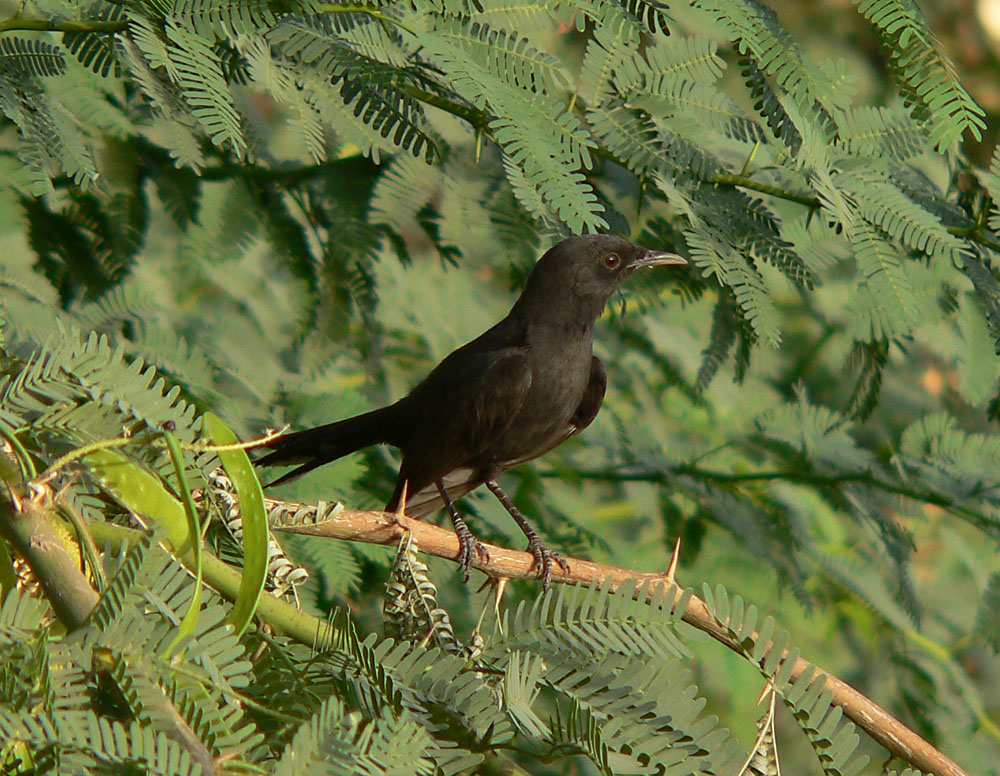
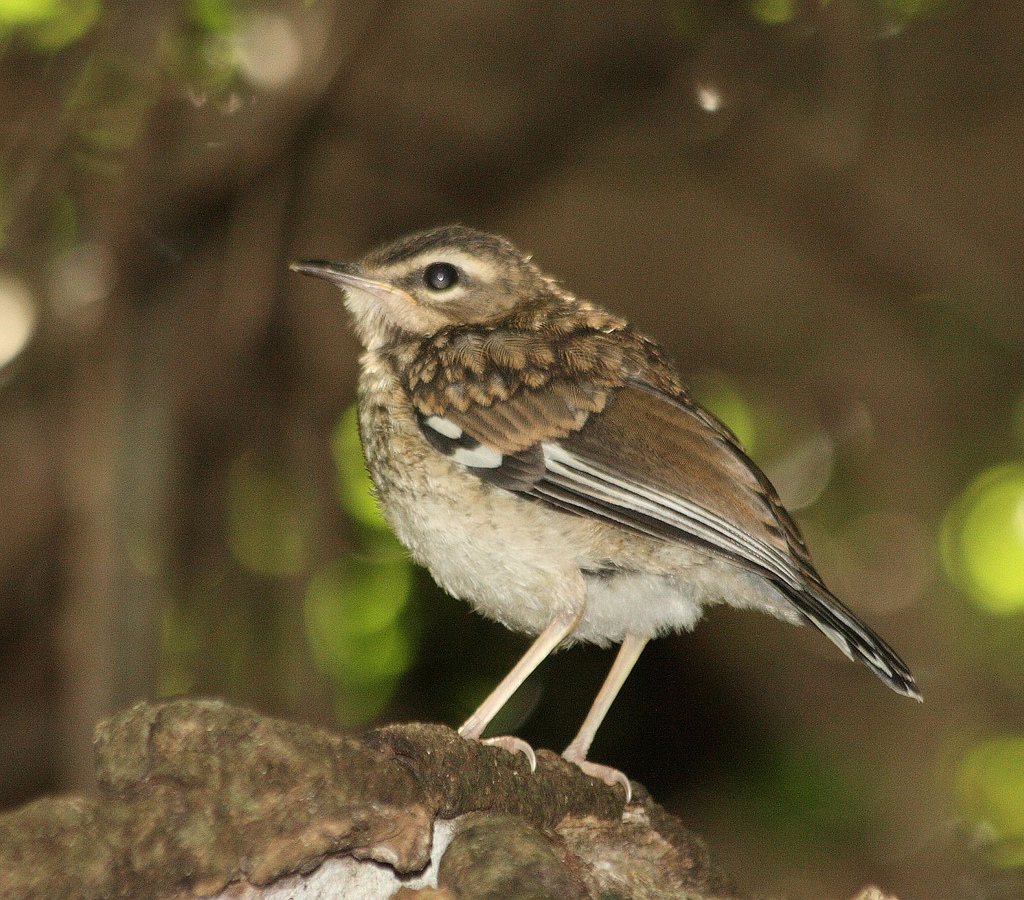